# Deskriptivní geometrie

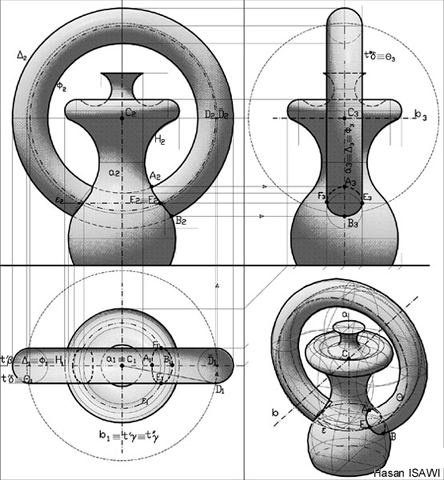
Ukázka čtyř různých rovinných zakreslení jednoho prostorového objektu

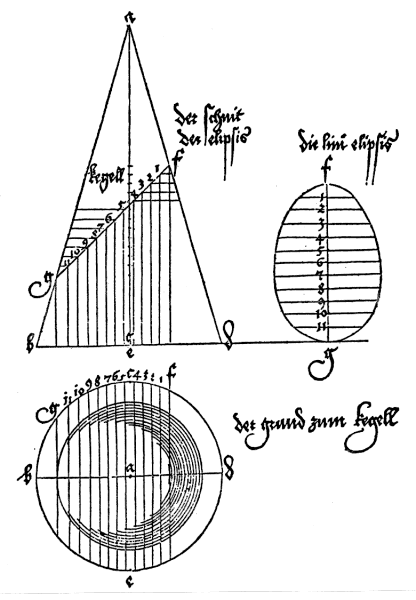
Nepřesnost Albrechta Dürera: ukázka nalezení průsečíku kužele a roviny, výslednou kuželosečkou by správně měla být elipsa, ale vyšel mu vejčitý tvar

Ukázka konstrukce průniku koule a kužele

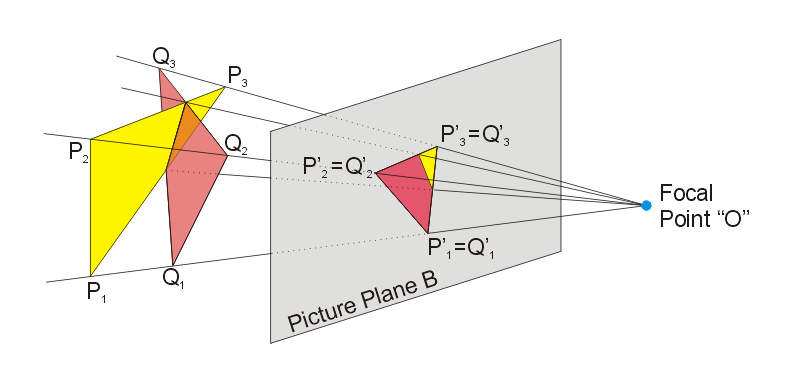
Promítání

Deskriptivní geometrie je věda o zobrazení prostorových útvarů do roviny (průmětny). Podstatou deskriptivní geometrie je jednoznačný vztah mezi zobrazovaným objektem a jeho průmětem (jedním nebo více). Zjednodušeně řečeno jde o zobrazování trojrozměrných útvarů na dvojrozměrnou nákresnu. Nejzákladnější objekty, se kterými pracuje, jsou body, přímky, roviny a úhly. Praktické využití našla deskriptivní geometrie všude tam, kde je třeba technicky přesně zakreslit různé prostorové útvary (strojírenství, architektura…).

## Historie
Počátky deskriptivní geometrie úzce souvisí s počátky stavebnictví. Stavby, které měly být postaveny, bylo totiž nutné předem vyrýsovat do kamene. Proto bylo nutné nalézt způsob zobrazení trojrozměrných útvarů na dvojrozměrný prostor. Zároveň však mělo být umožněno na obrazech útvarů provádění jistých planimetrických konstrukcí tak, aby získané výsledky bylo možno opět přenášet zpět na útvary v prostoru.
Lineární promítací metody byly používány již v Chaldeji (2300 př. n. l.) a starém Egyptě (1200 př. n. l.). Můžeme se o tom přesvědčit na reliéfu z Uru, na oválu z chrámu v Luxoru nebo na řezu chrámovou římsou z Edfu z pozdní doby ptolemajovské. Jednalo se v podstatě o pravoúhlé promítání na jednu průmětnu. Toto promítání, které se blíží svým pojetím dnešnímu kótovanému promítání bylo použito při stavbách pyramid, akvaduktů, chrámů, průplavů, silnic a dalších.
Další vývoj zobrazovacích metod si vyžádal vývoj malířství. Pro správné provedení malby zobrazovaného předmětu se začala od 15. století používat lineární perspektiva. Jejími průkopníky byli např. Fillippo Brunelleschi a Leon Battista Alberti. Teprve poté dochází k rozvoji rovnoběžného promítání, a to nejdříve kosoúhlého. To bylo využíváno především ve vojenství, a to hlavně k zobrazování celých měst nebo jejich významných částí.
Za zakladatele deskriptivní geometrie v dnešním slova smyslu je považován Gaspard Monge (1746–1818), který v díle Géometrie descriptive (1799) popsal kolmé promítání na dvě kolmé průmětny. Dříve rozptýlené a na empirismu založené metody sjednotil a na jednoduchých geometrických základech založil novou promítací soustavu, nazvanou po něm Mongeovo promítání. Nastává velmi prudký rozvoj této vědní disciplíny v celé střední Evropě. Z Čechů se deskriptivní geometrii věnovali např. R. Skuherský, B. Procházka, F. Kadeřávek, J. Sobotka a další.

## Význam deskriptivní geometrie
Technická praxe vyžaduje v současnosti potřebu zobrazování prostorových útvarů. Přes současný bouřlivý rozvoj výpočetní techniky se stále v neztenčené míře používají ve strojírenství nebo stavebnictví plány obsahující obrazy trojrozměrných útvarů v rovině. Deskriptivní geometrie umožňuje technikům porozumět těmto výkresům zobrazených objektů, je potřebná i pro představu budoucího inženýrského díla a jeho začlenění do okolí.
Znázornění trojrozměrných objektů je možné provést dvojím způsobem:
1. Zhotovením reálného modelu objektu v určitém zmenšeném měřítku nebo virtuálního modelu specializovanými programy. Předností tohoto znázornění je názornost a srozumitelnost i pro laiky.
2. Vyjádření navrhovaného objektu pomocí výkresu. Návrh je zpravidla prostorový útvar a jeho zobrazení je provedeno útvarem plochy, nejčastěji roviny. Praktickým výsledkem tohoto znázornění pak je např. strojní nebo stavební výkresová dokumentace, mapová díla a další.

Deskriptivní geometrie má také zvláštní význam při rozvíjení prostorové představivosti, schopnosti „prostorového vidění“ a v tříbení logického myšlení.
Obsahem deskriptivní geometrie je axiomatika, planimetrie, stereometrie, zobrazovací metody a konstruktivní geometrie křivek a ploch.

## Značení základních útvarů
- Body se značí velkými tiskacími písmeny latinské abecedy: A, B, C,…
- Přímky se značí malými písmeny latinské abecedy: a, b, c,…
- Roviny a úhly se značí malými písmeny řecké abecedy: α, β, γ,…

## Axiomy
- Dva různé body A,B určují právě jednu přímku.
- Přímka p a bod A, který na dané přímce neleží, určují právě jednu rovinu.
- Leží-li bod A na přímce p a přímka p leží v rovině ρ, leží i bod A v rovině ρ.
- Mají-li dvě různé roviny ρ a σ společný bod A, pak mají společnou právě jednu přímku p, procházející daným bodem A.
- Ke každé přímce p se dá bodem A, který na ní neleží, vést jediná přímka q, která s přímkou p leží v rovině a nemá s ní společný bod.

## Základní používané definice
- Body ležící na jedné přímce se nazývají kolineární. Body ležící v jedné rovině se nazývají komplanární.
- Leží-li bod A na přímce p, říkáme, že bod A a přímka p incidují (jsou incidentní). Podobně přímka p je incidentní s rovinou ρ, leží-li přímka p v rovině ρ.
- Dvě přímky a,b, které mají společný právě jeden bod P, se nazývají různoběžky.
- Leží-li přímky a,b v jedné rovině a nemají společný bod, nazývají se rovnoběžky. (Totožné přímky také považujeme za rovnoběžné)
- Dvě přímky, které neleží v jedné rovině se nazývají mimoběžky.
- Množina všech přímek rovnoběžných s danou přímkou se nazývá směr.
- Má-li přímka p s rovinou ρ právě jeden společný bod p, říkáme, že přímka je s rovinou různoběžná. Bod P nazýváme průsečík přímky s rovinou.
- Dvě roviny ρ a σ, které mají společnou právě jednu přímku p, se nazývají různoběžné roviny. Přímka p se nazývá průsečnice rovin.
- Danou rovinou lze daným bodem vést právě jednu rovnoběžnou rovinu.

## Zobrazovací metody
Zobrazovací metody nám ukazují, jak obráceně lze z rovinného obrazu prostorového útvaru odvodit vlastnosti útvaru. (např. jeho polohu v prostoru, rozměry atd.) Tyto metody budeme moci uvést jen tehdy, pokud také obráceně každému obrazu v rovině budeme umět přiřadit jednoznačně jeho vzor v prostoru. Rozlišujeme:
- Kótované promítání
- Perspektivní promítání
- Mongeovo promítání
- Pravoúhlá axonometrie
- Kosoúhlá axonometrie
- Lineární perspektiva